# Reichsexekution

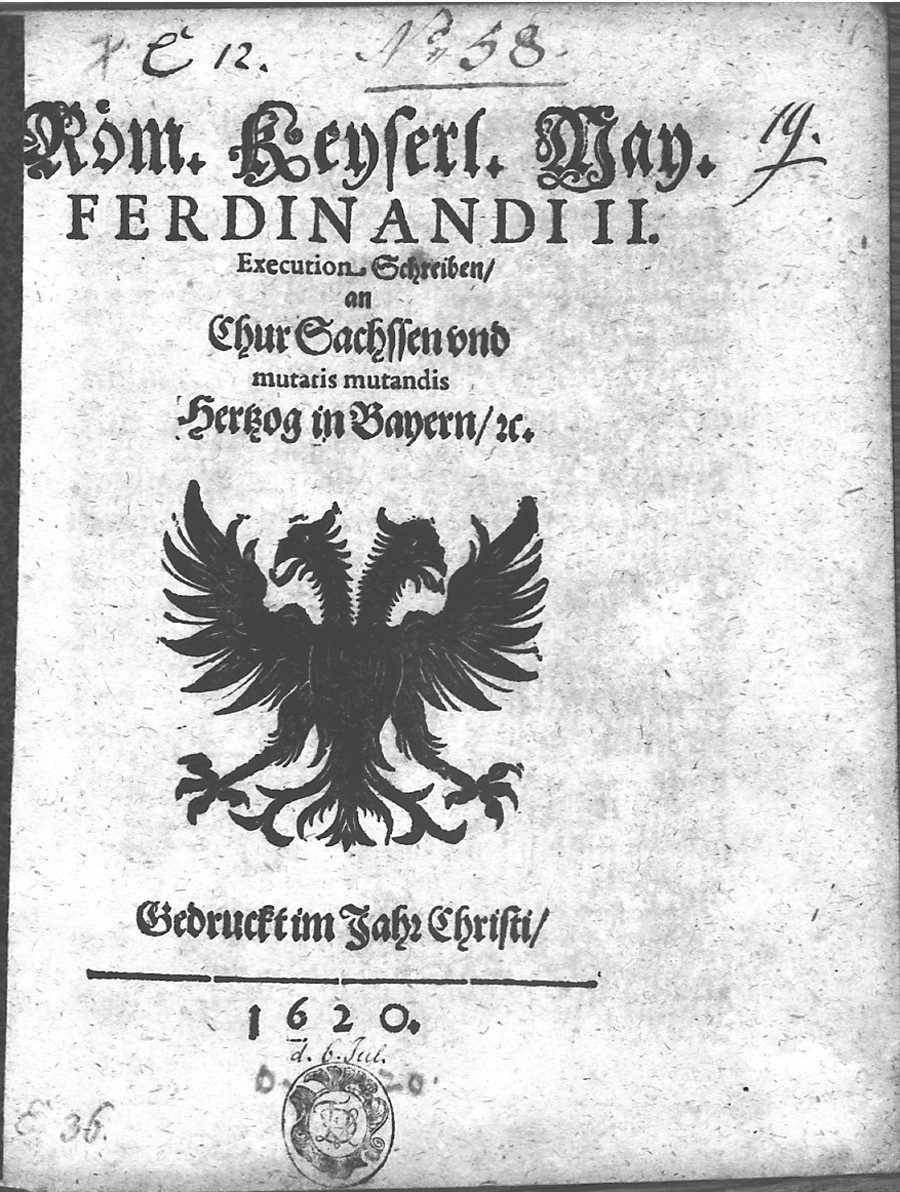
Exekutionsschreiben Kaiser Ferdinand II. an Kurfürst Georg von Sachsen und Herzog Maximilian I. von Bayern zur militärischen Niederwerfung der böhmischen Ständeregierung und Königs Friedrich V., Druck 1620

Die Reichsexekution ist ein Mittel, mit dem ein Staatenbund oder Bundesstaat seine Gliedstaaten dazu anhält, ihre Pflichten zu erfüllen. Gemeint ist durchaus (auch) eine militärische Maßnahme.
In der deutschen Geschichte haben alle Staatenbünde und Bundesstaaten dieses Mittel vorgesehen. Historisch gibt es dafür unterschiedliche Bezeichnungen:
- Reichsexekution nach der Reichsexekutionsordnung im Heiligen Römischen Reich oder verfassungsgemäß im Deutschen Kaiserreich und in der Weimarer Republik;
- Bundesexekution im Deutschen Bund und im Norddeutschen Bund;
- Bundeszwang in der Bundesrepublik Deutschland.

Der Sache nach sind die Vorschriften zur Reichsexekution und Bundesexekution einander stets sehr ähnlich gewesen.

## Reichsexekution im Heiligen Römischen Reich
Im Heiligen Römischen Reich war die Reichsexekution bis 1806 eine mit militärischer Gewalt verbundene Maßnahme zur Durchsetzung von Beschlüssen des Reichstages, kaiserlicher Anordnungen oder Urteilen des Reichskammergerichts.
Da es dem Kaiser selbst an den dafür notwendigen Machtmitteln fehlte, wurden zumeist einer oder mehrere Reichsfürsten mit der Exekution beauftragt. Gegebenenfalls wurden Truppen der Reichskreise nach der Reichsexekutionsordnung von 1555 eingesetzt. Die Grumbachschen Händel wurden durch eine vom Kaiser beauftragte und von Kurfürst August ausgeführte Reichsexekution beendet. Der Taler auf die Einnahme von Gotha ist ein bedeutendes Zeitdokument der als letzter Landfriedensbruch geltenden Grumbachschen Händel.
Die Reichsexekution wurde auch gegen den Ritter Götz von Berlichingen 1512 verhängt. Bei den Reichsexekutionen gegen den mecklenburgischen Herzog Karl Leopold (1719) und gegen den König in Preußen Friedrich II. (1757–1763) wurde die Umsetzung der Exekution der Reichsarmee übertragen. 1789 verhängte das Reichskammergericht in Wetzlar die letzte Reichsexekution des Heiligen Römischen Reiches über das revolutionäre Lüttich.

## Nach der Märzrevolution
Im Rahmen der Deutschen Revolution 1848/1849 wurde die Frankfurter Nationalversammlung als Parlament und die Provisorische Zentralgewalt als Regierung eines neuen Deutschen Reiches geschaffen. Das Zentralgewaltgesetz sah zwar keine Reichsexekution vor, doch die Zentralgewalt agierte dennoch entsprechend. Am 8. Januar 1849 beschloss die Frankfurter Nationalversammlung ein zwölf Tage später verkündetes Gesetz, das die Aufhebung aller deutschen Spielbanken zum 1. Mai 1849, darunter die Spielbank Bad Homburg, vorsah. Die Regierung der Landgrafschaft Hessen-Homburg forderte eine Entschädigung für den Spielbankpächter und die Staatskasse, konnte sich aber mit dieser Forderung nicht durchsetzen. Am 9. März 1849 protestierte Hessen-Homburg förmlich gegen das Gesetz. Die Provisorische Zentralgewalt schickte daraufhin am 7. Mai den Reichskommissar Theodor Friedrich Knyn mit 700 Mann Exekutionstruppen nach Homburg, um die Reichsexekution zu vollziehen. Diese einzige Reichsexekution der Provisorischen Zentralgewalt versandete in ihrer Wirkung.
Die Frankfurter Reichsverfassung vom 28. März 1849 sah eine Reichsexekution vor, die der Bundesexekution im Deutschen Bund nachempfunden war. Gleiches gilt für die Erfurter Unionsverfassung.

## Reichsexekution im Deutschen Kaiserreich und der Weimarer Republik
Im Deutschen Kaiserreich (1871–1918) und in der Weimarer Republik verstand man unter der Reichsexekution eine mehrfach auch angewandte Maßnahme gegen einzelne Gliedstaaten zur Durchsetzung der staatlichen Einheit. Geregelt wurde die Reichsexekution in der Reichsverfassung von 1871 durch Artikel 19, und sie wurde bis 1918 vom Bundesrat angeordnet und vom Kaiser ausgeführt.

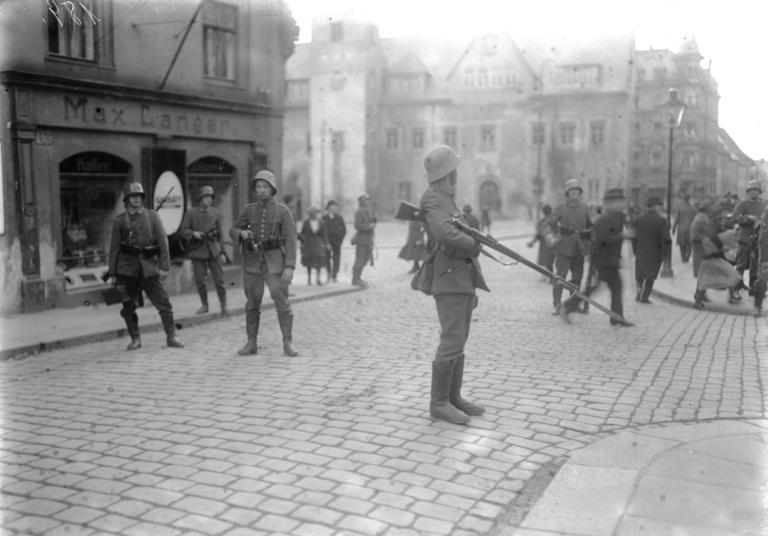
Reichsexekution gegen Sachsen. Die Reichswehr riegelt eine Straße in Freiberg mit gefälltem Bajonett ab.

In der Weimarer Verfassung von 1919 wurde die Reichsexekution durch Artikel 48 Abs. 1 geregelt. Zum ersten Mal kam das Mittel 1919 bei der Niederschlagung der Münchener Räterepublik zum Tragen. Die Ereignisse des „Deutschen Oktobers“ zeigten die zweite Anwendung: Im Herbst 1923 wurde durch eine Notverordnung von Reichspräsident Friedrich Ebert (SPD) die Maßnahme der Reichsexekution gegen die Länder Sachsen (29. Oktober) und Thüringen (6. November) angewandt, um die dort entstandenen linken Koalitionsregierungen aus Sozialdemokraten (SPD) und Kommunisten (KPD) abzusetzen. Die Reichswehr marschierte ein. Reichskanzler Gustav Stresemann wurde daraufhin in Berlin durch ein Misstrauensvotum der SPD gestürzt. Der Preußenschlag 1932 zur Absetzung der SPD-geführten Landesregierung von Preußen bedeutete eine weitere Reichsexekution.
Die Verfassungsmäßigkeit der jeweiligen Maßnahmen ist bis heute umstritten. Ein Ausnahmezustand nach Art. 48 WRV wäre nur durch die Bedrohung der Verfassung selbst zu rechtfertigen – jedoch wurden in Sachsen, Thüringen und Preußen jeweils demokratisch gewählte Regierungen abgesetzt, die sich zu keinem Zeitpunkt in offener Rebellion gegen die Weimarer Reichsverfassung befanden. Zwar trug sich die KPD in beiden Ländern mit Aufstandsgedanken, jedoch erfolgte die Absetzung der Regierungen lange vor irgendeiner Aufstandsaktion oder deren Ankündigung. Im Gegenteil: erst die Reichsexekution führte zum Aufruf der KPD, welcher jedoch keine Unterstützung fand und letztlich keine Bedrohung darstellte.

## Deutscher Bund, Norddeutscher Bund und Bundesrepublik Deutschland
Die Reichsexekution entspricht der Bundesexekution in Art. 26 der Wiener Schlussakte des Deutschen Bundes von 1820, in der Verfassung des Norddeutschen Bundes von 1867 sowie dem Bundeszwang in Art. 37 des Grundgesetzes für die Bundesrepublik Deutschland von 1949.

## Außerhalb Deutschlands
In der  spanischen Verfassung sieht Artikel 155 in einem ähnlichen Wortlaut zu Artikel 37 des deutschen Grundgesetzes eine Möglichkeit der Zentralregierung vor, die autonomen Gemeinschaften Spaniens zur Einhaltung der verfassungsmäßigen Ordnung anzuhalten. Auf diese Regelung berief sich die Regierung von Mariano Rajoy als sie die katalanische Regionalregierung unter Carles Puigdemont 2017 absetzte.